# Grabarka (Werpol)
Grabarka – część wsi Werpol w Polsce, położona w województwie podlaskim, w powiecie siemiatyckim, w gminie Nurzec-Stacja. 
W latach 1975–1998 miejscowość administracyjnie należała do województwa białostockiego.
Prawosławni mieszkańcy wsi należą do parafii Świętych Kosmy i Damiana w Telatyczach, a wierni kościoła rzymskokatolickiego parafii Podwyższenia Krzyża Świętego w Tokarach. Na granicy z kolonią Telatycze znajduje się prawosławny cmentarz z cerkwią Ścięcia Głowy św. Jana Chrzciciela.
Uwaga: Nie mylic z drugą, bardziej znaną Grabarką (z górą krzyży) w gminie Nurzec-Stacja, oraz z  trzecią, pobliską Grabarką w gminie Milejczyce.